# Mateo Cassierra
Zander Mateo Cassierra Cabezas (13 de abril de 1997) es un futbolista colombiano. Juega como delantero y su equipo es el Zenit de San Petersburgo de la Liga Premier de Rusia.

## Trayectoria

### Deportivo Cali
El 19 de febrero del año 2015 hizo su debut en el fútbol profesional con el Deportivo Cali contra el Cortuluá en la derrota 3 a 2 en la Copa Colombia. Su primer gol lo hizo un mes después, el 19 de marzo, en el partido de Copa ante el Atlético, en el que Deportivo Cali perdió 4 a 3 como visitante. Su primer doblete como profesional lo hizo el 10 de mayo, dándole la victoria como visitantes 3 a 2 sobre el Once Caldas en la Primera A. Le dio la victoria a su club como visitante por 1-2 el 26 de septiembre frente al Cortuluá, haciendo su segundo doblete. En su primera temporada hizo ocho goles en 23 partidos de liga y en total 11 goles en 33 partidos disputados.
Anotó su primer doblete de 2016 en la derrota 6 a 2 frente a Boca Juniors en La Bombonera en la Copa Libertadores 2016. Nuevamente hizo dos goles en la victoria de su equipo 3 a 2 frente a Alianza Petrolera el 1 de mayo de 2016. Se fue del Deportivo Cali a mitad de 2016 con 17 goles marcados en 59 partidos disputados, siendo un referente del club en el poco tiempo que estuvo.

### Ajax de Ámsterdam
El 12 de junio de 2016 fue confirmada su venta al Ajax de la Eredivisie por 5,7 millones de euros, firmando por cinco temporadas. Su debut oficial fue el 26 de julio en la tercera ronda de la Liga de Campeones en el empate a un gol de su equipo frente al PAOK Salónica. Marcó su primer gol oficial en la primera fecha de la Eredivisie en la victoria 1-3 sobre el Sparta Rotterdam. Hizo su primer doblete el 26 de octubre en la victoria como visitantes 6 a 1 sobre el Kozakken Boys en la Copa de los Países Bajos. Su primer gol de la temporada 2017-18 lo hizo el 3 de marzo en la derrota 3 a 2 en su visita al SBV Vitesse.

### FC Groningen
El 22 de junio de 2018 fue oficializado como nuevo jugador del FC Groningen de la Eredivisie cedido por un año. Debutó el 25 de agosto como titular en le victoria por le mínima como visitantes contra el De Graafschap. Su primer gol lo marcó el 2 de noviembre en la victoria por 4 a 2 como visitantes en casa del Excelsior Rotterdam.

### Racing Club
El 28 de enero de 2019 llegó cedido al Racing Club de la Superliga Argentina a préstamo por un año y medio a cambio de 200 000 dólares con una opción de compra de 4 000 000 del 100% del pase. En septiembre de 2019 rescindió su contrato con el club por las pocas oportunidades que había tenido.

### Belenenses SAD
El 2 de septiembre de 2019 se confirmó como nuevo jugador del Belenenses SAD de la Primeira Liga. Debutó el 21 de septiembre en la derrota 0-2 como locales frente a Rio Ave ingresando en el segundo tiempo. Su primer gol lo marcó el 3 de noviembre para darle la victoria en los últimos minutos a su club sobre el Paços de Ferreira. El 15 de julio ingresó en el segundo tiempo y marcó el gol del empate a un gol en su vista al Sporting Braga terminando la temporada con cuatro goles.
El 28 de septiembre de 2020 marca su primer gol de la temporada 2020-21 en la derrota como locales 1-2 frente a F. C. Famalicão. Vuelve a marcar el 25 de enero en la victoria 2 por 0 sobre C. D., el 8 de febrero marca el gol del empate a un gol contra Vitória Guimarães, vuelve a marca el gol del empate final a dos goles contra Moreirense F. C., el 11 de abril marca sobre los minutos finales el empate 1-1 como visitantes ante Sporting Braga. El 21 de abril marca doblete para la victoria parcial 0-2 en casa del líder del torneo el Sporting Lisboa, al final empatarían a dos goles. El 6 de mayo marca el gol de la victoria por la mínima sobre Portimonense S. C., el 11 de mayo marca doblete en la victoria 3 a 1 como visitantes ante C. D. Tondela siendo la figura del partido.

### Rusia
El 26 de agosto de 2021 se marchó a Rusia tras fichar por el P. F. C. Sochi. Marcó 14 goles en su primera temporada.
El 30 de junio de 2022 fue traspasado al Zenit de San Petersburgo, equipo con el que firmó por tres años.

## Selección nacional
El 16 de junio de 2023 debutó y anotó en la victoria de Colombia 1-0 sobre Irak por un amistoso.

### Goles internacionales
| # | Fecha               | Lugar                                 | Rival | Gol   | Resultado | Competición |
| - | ------------------- | ------------------------------------- | ----- | ----- | --------- | ----------- |
| 1 | 16 de junio de 2023 | Estadio de Mestalla, Valencia, España | Irak  | 1 - 0 | 1 - 0     | Amistoso    |

#### Participaciones enEliminatorias al Mundial
| Eliminatoria                               | Sede del Mundial                | Posición      | Resultado  | PJ                                | GA | Asis |
| ------------------------------------------ | ------------------------------- | ------------- | ---------- | --------------------------------- | -- | ---- |
| Eliminatorias Mundial de Norteamérica 2026 | Estados Unidos, México y Canadá | 6°lugar 22pts | En disputa | 0 (4 convocatorias como suplente) | 0  | 0    |

## Estadísticas

### Clubes
| Club                                                                    | Div.          | Temporada     | Liga  | Liga  | Liga   | Copas nacionales(1) | Copas nacionales(1) | Copas nacionales(1) | Torneos internacionales(2) | Torneos internacionales(2) | Torneos internacionales(2) | Total | Total | Total  | Media goleadora(3) |
| Club                                                                    | Div.          | Temporada     | Part. | Goles | Asist. | Part.               | Goles               | Asist.              | Part.                      | Goles                      | Asist.                     | Part. | Goles | Asist. | Media goleadora(3) |
| ----------------------------------------------------------------------- | ------------- | ------------- | ----- | ----- | ------ | ------------------- | ------------------- | ------------------- | -------------------------- | -------------------------- | -------------------------- | ----- | ----- | ------ | ------------------ |
| Deportivo Cali · Colombia                                               | 1.ª           | 2015          | 23    | 8     | 2      | 10                  | 3                   | 0                   | —                          | —                          | —                          | 33    | 11    | 2      | 0,3                |
| Deportivo Cali · Colombia                                               | 1.ª           | 2016          | 20    | 4     | 1      | —                   | —                   | —                   | 6                          | 2                          | 1                          | 26    | 6     | 2      | 0,24               |
| Deportivo Cali · Colombia                                               | Total club    | Total club    | 43    | 12    | 3      | 10                  | 3                   | 0                   | 6                          | 2                          | 1                          | 59    | 17    | 4      | 0,27               |
| Jong Ajax · Países Bajos                                                | 2.ª           | 2016-17       | 17    | 11    | 4      | —                   | —                   | —                   | —                          | —                          | —                          | 17    | 11    | 4      | 0,64               |
| Jong Ajax · Países Bajos                                                | 2.ª           | 2017-18       | 29    | 18    | 8      | —                   | —                   | —                   | —                          | —                          | —                          | 29    | 18    | 8      | 0,62               |
| Jong Ajax · Países Bajos                                                | Total club    | Total club    | 46    | 29    | 12     | —                   | —                   | —                   | —                          | —                          | —                          | 46    | 29    | 12     | 0.63               |
| A. F. C. Ajax · Países Bajos                                            | 1.ª           | 2016-17       | 17    | 2     | 1      | 3                   | 2                   | 1                   | 9                          | 0                          | 0                          | 29    | 4     | 2      | 0,13               |
| A. F. C. Ajax · Países Bajos                                            | 1.ª           | 2017-18       | 4     | 1     | 0      | 1                   | 0                   | 0                   | —                          | —                          | —                          | 5     | 1     | 0      | 0,25               |
| A. F. C. Ajax · Países Bajos                                            | Total club    | Total club    | 21    | 3     | 1      | 4                   | 2                   | 1                   | 9                          | 0                          | 0                          | 34    | 5     | 2      | 0,15               |
| F. C. Groningen · Países Bajos                                          | 1.ª           | 2018-19       | 10    | 1     | 0      | —                   | —                   | —                   | —                          | —                          | —                          | 10    | 1     | 0      | 0,1                |
| F. C. Groningen · Países Bajos                                          | Total club    | Total club    | 10    | 1     | 0      | —                   | —                   | —                   | —                          | —                          | —                          | 10    | 1     | 0      | 0,1                |
| Racing Club Argentina                                                   | 1.ª           | 2018-19       | —     | —     | —      | 2                   | 0                   | 0                   | —                          | —                          | —                          | 2     | 0     | 0      | 0                  |
| Racing Club Argentina                                                   | Total club    | Total club    | —     | —     | —      | 2                   | 0                   | 0                   | —                          | —                          | —                          | 2     | 0     | 0      | 0                  |
| Belenenses SAD Portugal                                                 | 1.ª           | 2019-20       | 29    | 4     | 0      | 1                   | 0                   | 0                   | —                          | —                          | —                          | 30    | 4     | 0      | 0,14               |
| Belenenses SAD Portugal                                                 | 1.ª           | 2020-21       | 32    | 10    | 0      | 4                   | 1                   | 0                   | —                          | —                          | —                          | 36    | 11    | 0      | 0,32               |
| Belenenses SAD Portugal                                                 | 1.ª           | 2021-22       | 2     | 0     | 0      | 1                   | 0                   | 0                   | —                          | —                          | —                          | 3     | 0     | 0      | 0                  |
| Belenenses SAD Portugal                                                 | Total club    | Total club    | 63    | 14    | 0      | 6                   | 1                   | 0                   | —                          | —                          | —                          | 69    | 15    | 0      | 0.22               |
| P. F. C. Sochi · Rusia                                                  | 1.ª           | 2021-22       | 22    | 14    | 3      | 1                   | 0                   | 0                   | —                          | —                          | —                          | 23    | 14    | 3      | 0,61               |
| P. F. C. Sochi · Rusia                                                  | Total club    | Total club    | 22    | 14    | 3      | 1                   | 0                   | 0                   | —                          | —                          | —                          | 23    | 14    | 3      | 0.61               |
| F. C. Zenit · Rusia                                                     | 1.ª           | 2022-23       | 26    | 2     | 6      | 8                   | 4                   | 2                   | —                          | —                          | —                          | 34    | 6     | 8      | 0.18               |
| F. C. Zenit · Rusia                                                     | 1.ª           | 2023-24       | 28    | 21    | 5      | 10                  | 3                   | 3                   | —                          | —                          | —                          | 38    | 24    | 8      | 0.63               |
| F. C. Zenit · Rusia                                                     | 1.ª           | 2024-25       | 30    | 8     | 4      | 9                   | 4                   | 1                   | —                          | —                          | —                          | 39    | 12    | 5      | 0.31               |
| F. C. Zenit · Rusia                                                     | 1.ª           | 2025-26       | 3     | 2     | 0      | —                   | —                   | —                   | —                          | —                          | —                          | 3     | 2     | 0      | 0.67               |
| F. C. Zenit · Rusia                                                     | Total club    | Total club    | 87    | 33    | 15     | 27                  | 11                  | 6                   | —                          | —                          | —                          | 114   | 44    | 21     | 0.39               |
| Total carrera                                                           | Total carrera | Total carrera | 292   | 106   | 34     | 49                  | 17                  | 7                   | 15                         | 2                          | 1                          | 356   | 125   | 42     | 0.35               |
| Incluye datos de Copa Libertadores de América y Liga Europa de la UEFA. |               |               |       |       |        |                     |                     |                     |                            |                            |                            |       |       |        |                    |

### Selección
| Selección         | Año               | Amistosos | Amistosos | Amistosos | Copa Mundial | Copa Mundial | Copa Mundial | Sudamérica | Sudamérica | Sudamérica | Total | Total | Total |
| Selección         | Año               | Part.     | Goles     | Asis.     | Part.        | Goles        | Asis.        | Part.      | Goles      | Asis.      | Part. | Goles | Asis. |
| ----------------- | ----------------- | --------- | --------- | --------- | ------------ | ------------ | ------------ | ---------- | ---------- | ---------- | ----- | ----- | ----- |
| Sub-23            |                   |           |           |           |              |              |              |            |            |            |       |       |       |
| 2019              | 1                 | 0         | 0         | —         | —            | —            | —            | —          | —          | 1          | 0     | 0     |       |
| Total             | 1                 | 0         | 0         | —         | —            | —            | —            | —          | —          | 1          | 0     | 0     |       |
| Absoluta          | 2023              | 2         | 1         | 0         | —            | —            | —            | —          | —          | —          | 2     | 1     | 0     |
| Absoluta          | 2024              | 1         | 0         | 0         | —            | —            | —            | —          | —          | —          | 1     | 0     | 0     |
| Absoluta          | Total             | 3         | 1         | 0         | —            | —            | —            | —          | —          | —          | 3     | 1     | 0     |
| Total en Colombia | Total en Colombia | 4         | 1         | 0         | —            | —            | —            | —          | —          | —          | 4     | 1     | 0     |

### Hat-tricks
| Partidos en los que anotó tres o más goles | Partidos en los que anotó tres o más goles | Partidos en los que anotó tres o más goles | Partidos en los que anotó tres o más goles | Partidos en los que anotó tres o más goles | Partidos en los que anotó tres o más goles | Partidos en los que anotó tres o más goles |
| N.º                                        | Fecha                                      | Estadio                                    | Partido                                    | Goles                                      | Resultado                                  | Competición                                |
| ------------------------------------------ | ------------------------------------------ | ------------------------------------------ | ------------------------------------------ | ------------------------------------------ | ------------------------------------------ | ------------------------------------------ |
| 1                                          | 12 de septiembre de 2016                   | Ámsterdam Arena, Ámsterdam                 | Jong Ajax - Achilles '29                   |                                            | 7 - 1                                      | Eerste Divisie                             |
| 2                                          | 22 de diciembre de 2017                    | Ámsterdam Arena, Ámsterdam                 | Jong Ajax - Volendam                       |                                            | 7 - 0                                      | Eerste Divisie                             |
| 3                                          | 19 de mayo de 2024                         | Ajmat Arena, Grozni                        | Ajmat Grozni - F. C. Zenit                 |                                            | 1 - 5                                      | Liga Premier                               |

## Palmarés

### Torneos nacionales
| Título                        | Club                     | País         | Año     |
| ----------------------------- | ------------------------ | ------------ | ------- |
| Primera A                     | Deportivo Cali           | Colombia     | 2015-I  |
| Eerste Divisie                | Jong Ajax                | Países Bajos | 2017-18 |
| Primera División de Argentina | Racing Club              | Argentina    | 2018-19 |
| Supercopa de Rusia            | Zenit de San Petersburgo | Rusia        | 2022    |
| Liga Premier de Rusia         | Zenit de San Petersburgo | Rusia        | 2022-23 |
| Supercopa de Rusia            | Zenit de San Petersburgo | Rusia        | 2023    |
| Liga Premier de Rusia         | Zenit de San Petersburgo | Rusia        | 2023-24 |
| Copa de Rusia                 | Zenit de San Petersburgo | Rusia        | 2023-24 |
| Supercopa de Rusia            | Zenit de San Petersburgo | Rusia        | 2024    |

### Distinciones individuales
| Distinción                                      | Año     |
| ----------------------------------------------- | ------- |
| Goleador de la Liga Premier de Rusia (21 goles) | 2023-24 |